# Pfarrkirche zum Heiligen Kreuz (Favoriten)

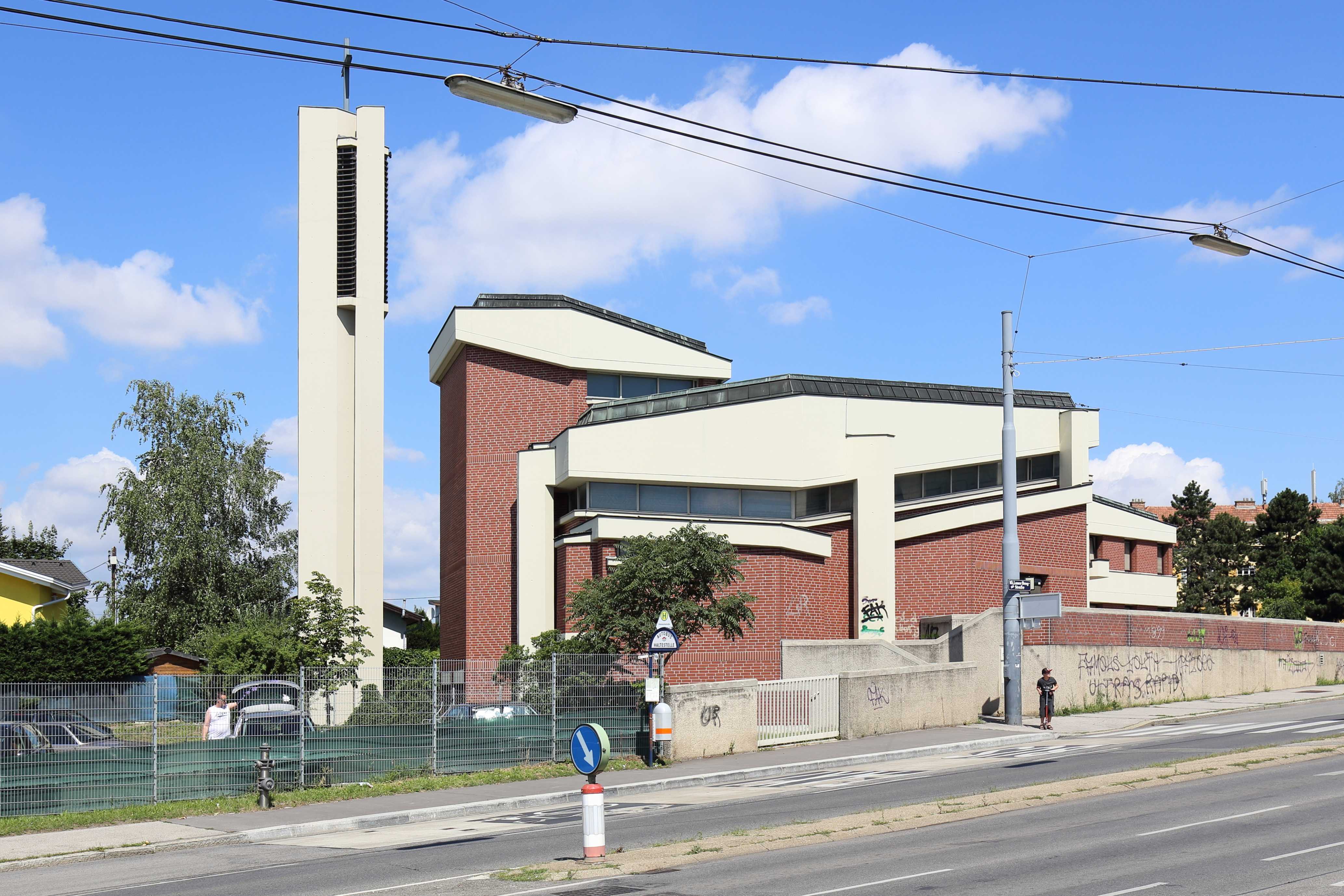
Pfarrkirche Zum Heiligen Kreuz

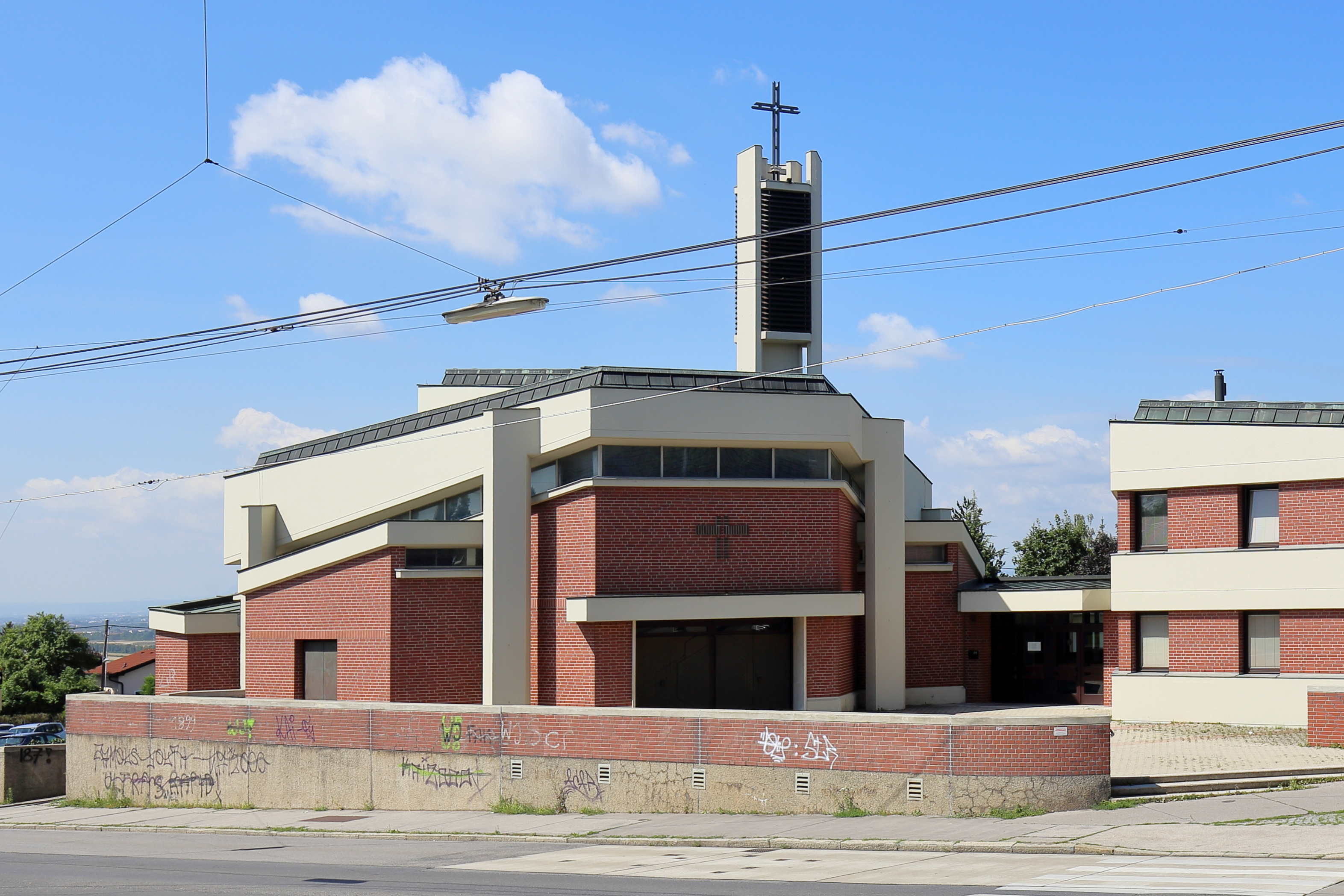
Nordostansicht der Pfarrkirche

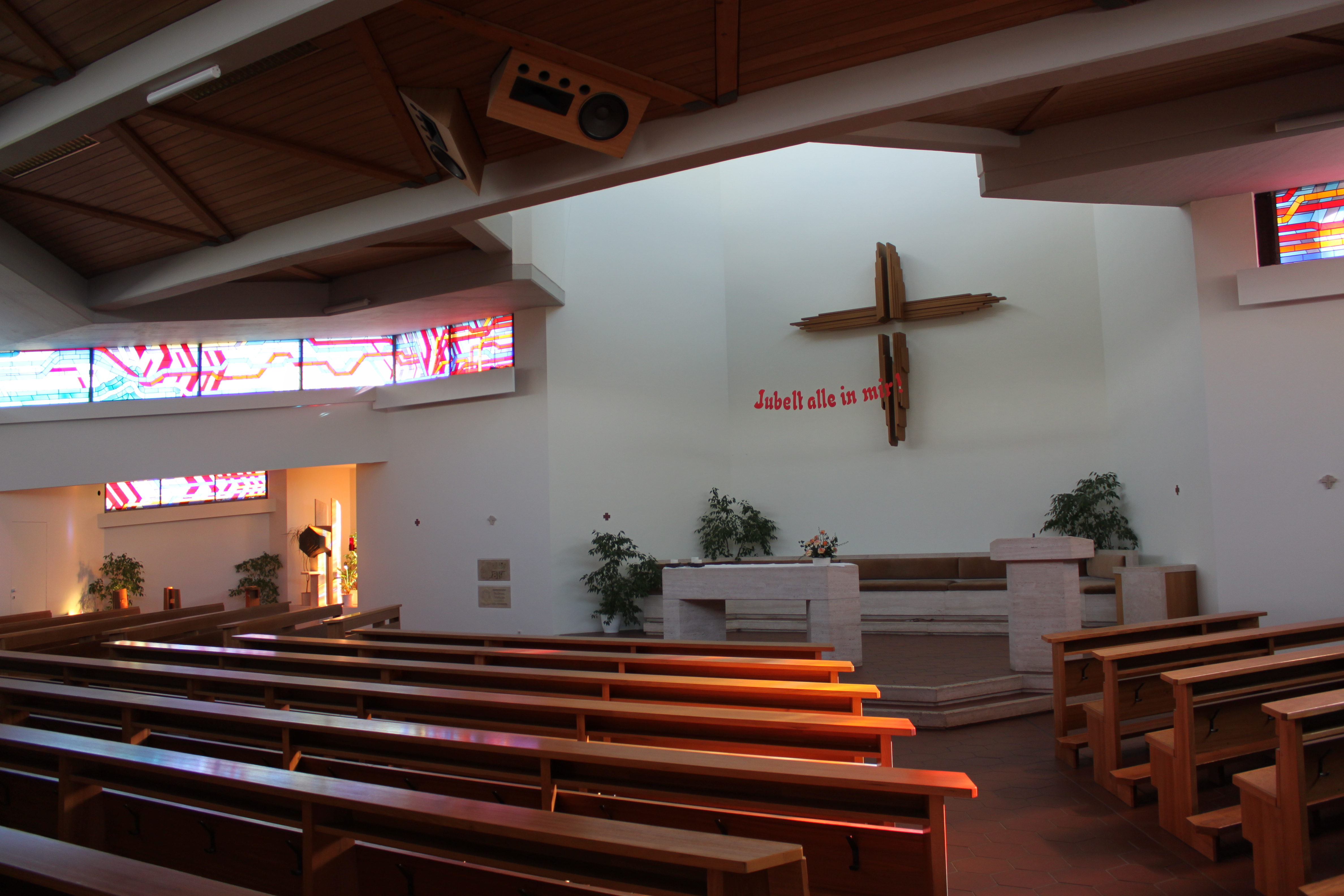
Innenraum der Pfarrkirche am Laaer Berg

Die Pfarrkirche zum Heiligen Kreuz ist eine römisch-katholische Kirche im 10. Wiener Gemeindebezirk Favoriten in der Laaer-Berg-Straße 222.

## Geschichte
1925 entstand an dieser Stelle eine Notkirche, die dem Heiligsten Herzen Jesu geweiht war. Die Barackenkirche war zugleich Gottesdienstraum als auch Theatersaal und wurde anfangs von Patres der Kapuziner betreut. 1926 übernahmen Eucharistiner die Seelsorgestation. Durch einen schweren Bombenangriff am 6. November 1944 wurde diese Kirche zerstört. Nach dem Krieg richtete man erneut eine Behelfskirche ein, die 1965 dem Heiligen Kreuz geweiht wurde.

## Bauwerk
Die neue Pfarrkirche am Laaer Berg wurde nach Plänen des Architekten Herbert Schmid errichtet und 1986 geweiht.
Ihr Äußeres wird von den Baumaterialien Beton und Backstein dominiert. Das Portal liegt Richtung Norden weisend an dem kleinen, der Kirche vorgelagerten Platz. An dessen rechter Seite befindet sich das Pfarrzentrum, das mit der Kirche baulich verbunden ist, während der Turm freistehend konzipiert ist.
Der Innenraum zeigt sich hell und schlicht und wird – mit Ausnahme des Altarbereichs – von einem Band bunter Glasfenster umzogen. Im Zentrum des Altarraums steht der Volksaltar, rechts davon befindet sich der Ambo. An der Wand hinter dem Altar hängt ein großes hölzernes Kreuz. An der linken Seite der Kirche liegt eine Nische, die den Tabernakel beherbergt. Das Taufbecken befindet sich ebenfalls an der linken Seite der Kirche. Die Kirchenbänke sind in der Form eines halben Sechsecks angeordnet, den Fußboden bilden sechseckige, in rotbraunem Farbton gehaltene Fliesen.
Über dem Eingangsbereich befindet sich eine Empore, die allerdings über keine Orgel verfügt.